# СК Олянензе
„Олянензе“ (на португалски: Sporting Clube Olhanense), португ. произношение: [ˈspɔɾtĩɡ ˈklub(ɨ) oʎɐˈnẽs(ɨ)])— португалски футболен клуб от град Оляо, регион Алгарв. Основан на 27 април 1912 година. През сезон 2008/09 клубът заема първото място в Лига де Онра и получава правото да играе в Примейра лига. Най-големите му успехи в шампионата на Португалия са – 4-то място през 1945/46. Носител на Купата на Португалия – 1923/24. Основен съперник на отбора е отбора на „Портимонензе“. Домакинските си срещи играе на стадион „Жозе Арканжо“, с капацитет 11 622 зрители.

## Успехи
- Купа на Португалия:  1
  - Шампион: 1923/24
  - Финалист (1): 1944/45

- Лига де Онра:  1
  - Шампион: 2008/09

- 2 дивизия-Зона Юг:  2
  - Шампион: 1960/61, 1972/73

- 2 дивизия Б"-Зона Юг:  2
  - Шампион: 1990/91, 2003/04

- 3 дивизия Насионал:  1
  - Шампион: 1969/70

- Шампионат на Алгарве:  14
  - Шампион: 1923/24, 1924/25, 1925/26, 1926/27, 1930/31, 1932/33, 1938/39, 1939/40, 1940/41, 1941/42, 1942/43, 1943/44, 1944/45 и 1945/46

## Известни треньори
- Жулиу Коща: 1923 – 1925
- Кашиано: 1936 – 1940, 1944 – 1945, 1948 – 1949, 1960 – 1961
- Стойчо Младенов: 1993 – 1996
- Фернанду Мендеш: 1996 – 1997
- Пламен Липенски: 1997
- Сержиу Консейсау: 2012 – 2013
- Абел Шавиер: юли 2013-октомври 2013
- Паулу Алвеш: 2013 – 2014

## Химн
(Музика: Arcílio Palma, Текст: Eugénia Sousa)

Cantemos todos a hora é de Festa

O Olhanense vamos apoiar

Não há alegria maior que esta

A nossa equipa unida a jogar
Jogaremos mais e melhor

Lutaremos com arte, alegria

E sentiremos de novo o ardor

Do renascer da alma Algarvia

(REFRÃO)

Olhanense, Olhanense, à vitória

Bradam vozes das gentes de Olhão

A nossa força é a nossa história

És nosso clube, nosso campeão

E com saudade alguns recordamos

Os passados momentos de glória

Com muito treino e coragem façamos

Brilhar de novo a chama da vitória

Olhanense em ti confiamos

Tens contigo o calor da mocidade

E orgulhosos todos te aclamamos

Tu és a alma da nossa cidade

(REFRÃO)

Olhanense, Olhanense, à vitória

Bradam vozes das gentes de Olhão

A nossa força é a nossa história

És nosso clube, nosso campeão

## Български футболисти
- Шибил Пенчев: 1983/95 - (56 мача - 28 гола)
- Стойчо Младенов: 1993/94 - (5 мача - 0 гола)
- Младен Радков: 1989/90 - (12 мача - 1 гол)
- Цветан Данов: 1989/91 - (34 мача - 7 гола)
- Ангел Костадинов: 1994/95
- Петър Янков: 2000/01 (18 мача - 1 гол)
- Димитър Евтимов: 2016/17 - наем (10 мача - 0 гола)